# 橫帶低紋鮨
橫帶低紋鮨（学名：Hypoplectrus nigricans），為輻鰭魚綱鱸形目鱸亞目鮨科的其中一種，分布於西大西洋區，從貝里斯至巴拿馬海域，棲息深度3-13公尺，體長可達15.2公分，生活在淺海的礁石區，為底棲性魚類，屬肉食性，以魚類及甲殼類為食，可作為觀賞魚。